# Martian Pink
Le Martian Pink est le plus gros diamant de couleur rose intense du monde existant à ce jour.
D'un poids de 12,04 carats, il a été vendu par Christie's à Hong Kong le 29 mai 2012 pour un prix de 17,4 millions de dollars. Il est taillé en brillant rond. C'est un diamant de type IIa, certifié VS1 par le Gemological Institute of America.
Le prix attendu allait d'environ 8 millions de dollars (estimation basse) à 10-12 millions de dollars (estimation normale).
Son nom fait référence à la couleur rose-rouge de la planète Mars, et aussi au fait qu'il avait été acquis par son propriétaire, le joaillier américain Harry Winston en 1976, l'année où la première sonde spatiale américaine Viking 1 photographia la planète.

## Sources
- Article du Figaro (29.05.2012)
- Rétrospective en photos sur le Figaro des diamants les plus beaux vendus en 2012, et montrant notamment le Martian Pink
- (en) Article sur Bloomberg + bref reportage sur Bloomberg TV
- (en) Article sur BBC News

## Autres diamants roses célèbres
- Grand Mazarin
- Daria-e nour
- Pink Legacy
- Graff pink, célèbre diamant rose ayant aussi appartenu à Harry Winston
- Diamanta Grande Table